# Холдън Кефър Хартлайн
Холдън Кефър Хартлайн (на английски: Haldan Keffer Hartline) е американски биофизик, изследовател на зрението при животните и човека, Нобелов лауреат за физиология или медицина за 1967 г.

## Биография
Холдън Хартлайн е роден в Блумсбърг, Пенсилвания, в семейството на професор по биология. Завършва колежа „Лафайет“ през 1923 г. и постъпва да учи електрофизиология на ретината в университета „Джонс Хопкинс“. Изследователските му интереси по време на следването му са свързани със зрението и електрическата активност на нервната система. След като добива магистърска степен през 1927 г., продължава да учи две години физика в същия университет, след което прави специализации в Лайпциг и Мюнхен до 1931 г. със стипендия на фондация „Елдридж Рийвс Джонсън“.
Със завръщането си в Щатите, Хартлайн постъпва на работа в Пенсилванския университет във Филаделфия, където изследва зрението на един вид членестоного, мечоопашат рак (ксифозура, Limulus polyphemus), чиито множество очи са свързани с мозъка посредством дълги нервни влакна. През 1932 г. Хартлайн прави първите записи на активността на отделни зрителни нервни влакна, като така открива, че зрителната информацията при този биологичен вид се формира като сбор от еднаквите сигнали, отразяващи интензитета на светлината, попадаща върху отделните зрителни рецептори. През 1938 г. прави изследвания на зрителните нерви на жаби и установява различната им способност да реагират на слаба светлина, силна светлина и движение. От този период датира познанството на Хартлайн с Рагнар Гранит.
През 1940 – 1941 г. Хартлайн е асоцииран професор (доцент) по физиология в Корнелския медицински колеж в Ню Йорк, но се връща обратно във фондацията „Джонсън“. По време на Втората световна война обект на неговите научни интереси става нощното зрение при хората.
През 1949 г. Хартлайн става професор и ръководител на катедрата по биофизика в „Джонс Хопкинс“. Един от студентите му от този период, Пол Грийнгард, по-късно също печели Нобелова награда. През 1953 г. е поканен в колектива на университета „Рокфелер“ като професор по неврофизиология. През 1967 г. заедно с Рагнар Гранит и Джордж Уолд си поделят Нобеловата награда за физиология или медицина „за техните открития относно първичните физиологични и химични зрителни процеси в окото“.
Хартлайн е член на Американската национална научна академия, Американската асоциация за развитие на науката, Американското физиологично дружество, Американското философско дружество и Американската академия за хуманитарни и естествени науки.

## Научни приноси
Хартлайн съсредоточава изследванията си в областта на електрофизиологията на ретините на различни членестоноги, гръбначни и мекотели, поради много по-простата им и лесна за изучаване зрителна система в сравнение с тази на хората. Занимава се основно с изследване на зрението на вида мечоопашат рак.
Използвайки за експериментите си миниатюрни електроди, Хартлайн за първи път получава запис на електрическите импулси, изпращани от единично зрително нервно влакно, когато рецепторите, свързани с тях, биват стимулирани със светлина. Открива, че отговорът на единичния фоторецептор зависи от степента на осветеност на съседните му рецептори: когато само той бива стимулиран, околните рецептори се потискат, което прави възможно по-доброто възприемане на контраста и формите. В по-късни свои изследвания неврофизиолозите (и Нобелови лауреати за 1981 г.) Дейвид Хюбъл и Торстен Висел показват, че много по-сложният процес по приемане на зрителна информация при гръбначните по същество се управлява от същите процеси, които Хартлайн установява при мечоопашатия рак.